# Liga Juniorów na Żużlu 2009
Drużynowe mistrzostwa Ligi Juniorów na żużlu 2009 – 2. edycja corocznego cyklu tzw. Ligi Juniorów. Mistrzostwa z poprzedniego sezonu broniła Unia Leszno.

## Klasyfikacja końcowa
| Poz | Klub                            | ZIE | LES | CZE | WRO | GDA | TOR | BYD | GOR | Punkty | Małych pkt. |
| --- | ------------------------------- | --- | --- | --- | --- | --- | --- | --- | --- | ------ | ----------- |
| 1   | Unia Leszno                     | 6   | 5   | 5,5 | 6   |     | 6   | 1   | 6   | 35,5   | 160         |
| 2   | Falubaz Zielona Góra            | 5   | 6   | 3   | 2,5 | 3   |     | 5   | 4,5 | 29     | 153         |
| 3   | Caelum Stal Gorzów Wielkopolski | 2   | 3,5 | 5,5 |     | 6   | 5   | 2,5 | 4,5 | 29     | 144         |
| 4   | Unibax Toruń                    | 3,5 |     | 2   | 4,5 | 5   | 4   | 6   | 0   | 25     | 127         |
| 5   | Cognor-Włókniarz Częstochowa    | 3,5 | 3,5 | 4   | 2,5 | 4   | 3   | 4   |     | 24,5   | 136         |
| 6   | Polonia Bydgoszcz               | 1   | 1,5 |     | 4,5 | 0   | 0   | 2,5 | 2   | 11,5   | 106         |
| 7   | Lotos-Wybrzeże Gdańsk           |     | 1,5 | 1   | 0   | 1   | 1,5 | 0   | 2   | 7      | 94          |
| 8   | Atlas Wrocław                   | ns  | 0   | 0   | 1   | 2   | 1,5 | –   | 2   | 6,5    | 77          |

| Kolor   | Wynik      |
| ------- | ---------- |
| Złoty   | Zwycięzca  |
| Srebrny | 2. miejsce |
| Brązowy | 3. miejsce |